# Médaille d'or royale pour l'architecture
Ne doit pas être confondu avec Royal Gold.

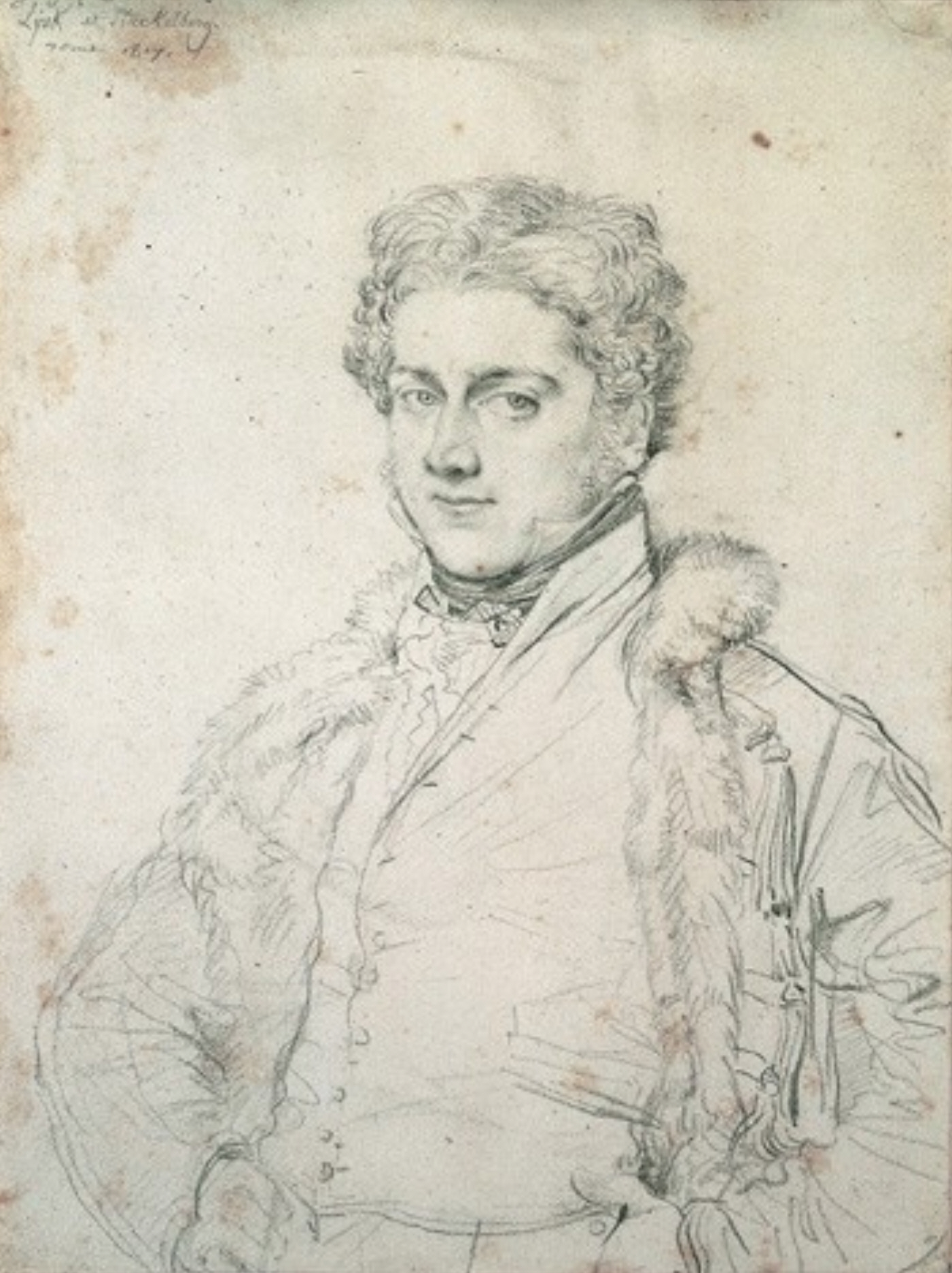
Charles Robert Cockerell,1788.

La médaille d'or royale pour l'architecture (anglais : Royal Gold Medal for architecture) est une distinction décernée annuellement par le Royal Institute of British Architects sous le patronage du monarque britannique, en reconnaissance de la contribution substantielle d'un individu ou d'un groupe à l'architecture internationale.

## Histoire
Elle est décernée pour la première fois en 1848 à Charles Robert Cockerell et parmi ses lauréats se retrouvent nombre des architectes les plus connus des XIXe et XXe siècles, tels que Sir Giles Gilbert Scott (1925), Frank Lloyd Wright (1941) et Le Corbusier (1953). En 1992, l'ingénieur en construction irlandais Peter Rice devient le second ingénieur à recevoir cette distinction ; le premier est Ove Arup en 1966. Une autre exception notable est la médaille décernée à la ville de Barcelone en 1999.
Le premier français à la recevoir est Jacques Ignace Hittorff en 1855.
Cette médaille récompense une œuvre dans son ensemble plutôt qu'un seul bâtiment ou un architecte alors médiatisé.

## Liste des lauréats
| Année | Lauréat                                                                     | Nationalité            |
| ----- | --------------------------------------------------------------------------- | ---------------------- |
| 2024  | Lesley Lokko                                                                | Ghana                  |
| 2023  | Yasmeen Lari                                                                | Pakistan               |
| 2022  | B. V. Doshi                                                                 | Inde                   |
| 2021  | Sir David Adjaye                                                            | Royaume-Uni/Ghana      |
| 2020  | Grafton Architects (Agence cofondée par Yvonne Farrell et Shelley McNamara) | Irlande                |
| 2019  | Sir Nicholas Grimshaw                                                       | Royaume-Uni            |
| 2018  | Neave Brown                                                                 | États-Unis/Royaume-Uni |
| 2017  | Paulo Mendes da Rocha                                                       | Brésil                 |
| 2016  | Dame Zaha Hadid                                                             | Royaume-Uni/Irak       |
| 2015  | Sheila O'Donnell et John Tuomey (cofondateurs de O'Donnell & Tuomey)        | Irlande                |
| 2014  | Joseph Rykwert                                                              | Royaume-Uni            |
| 2013  | Peter Zumthor                                                               | Suisse                 |
| 2012  | Herman Hertzberger                                                          | Pays-Bas               |
| 2011  | David Chipperfield                                                          | Royaume-Uni            |
| 2010  | Ieoh Ming Pei                                                               | Chine/États-Unis       |
| 2009  | Álvaro Siza Vieira                                                          | Portugal               |
| 2008  | Edward Cullinan                                                             | Royaume-Uni            |
| 2007  | Herzog & de Meuron                                                          | Suisse                 |
| 2006  | Toyo Ito                                                                    | Japon                  |
| 2005  | Frei Otto                                                                   | Allemagne              |
| 2004  | Rem Koolhaas                                                                | Pays-Bas               |
| 2003  | Rafael Moneo                                                                | Espagne                |
| 2002  | Archigram                                                                   | Royaume-Uni            |
| 2001  | Jean Nouvel                                                                 | France                 |
| 2000  | Frank Gehry                                                                 | États-Unis             |
| 1999  | Ville de Barcelone                                                          | Espagne                |
| 1998  | Oscar Niemeyer                                                              | Brésil                 |
| 1997  | Tadao Andō                                                                  | Japon                  |
| 1996  | Harry Seidler                                                               | Autriche/Australie     |
| 1995  | Colin Rowe                                                                  | Royaume-Uni/États-Unis |
| 1994  | Michael et Patricia Hopkins                                                 | Royaume-Uni            |
| 1993  | Giancarlo De Carlo                                                          | Italie                 |
| 1992  | Peter Rice                                                                  | Irlande                |
| 1991  | Colin Stansfield Smith                                                      | Royaume-Uni            |
| 1990  | Aldo van Eyck                                                               | Pays-Bas               |
| 1989  | Renzo Piano                                                                 | Italie                 |
| 1988  | Richard Meier                                                               | États-Unis             |
| 1987  | Ralph Erskine                                                               | Royaume-Uni            |
| 1986  | Arata Isozaki                                                               | Japon                  |
| 1985  | Sir Richard Rogers                                                          | Royaume-Uni            |
| 1984  | Charles Correa                                                              | Inde                   |
| 1983  | Sir Norman Foster                                                           | Royaume-Uni            |
| 1982  | Berthold Lubetkin                                                           | Royaume-Uni/Géorgie    |
| 1981  | Sir Philip Dowson                                                           | Royaume-Uni            |
| 1980  | James Stirling                                                              | Royaume-Uni            |
| 1979  | Charles et Ray Eames                                                        | États-Unis             |
| 1978  | Jørn Utzon                                                                  | Danemark               |
| 1977  | Sir Denys Lasdun                                                            | Royaume-Uni            |
| 1976  | Sir John Summerson                                                          | Royaume-Uni            |
| 1975  | Michael Scott                                                               | Irlande                |
| 1974  | Philip Powell et Hidalgo Moya                                               | Royaume-Uni            |
| 1973  | Sir Leslie Martin                                                           | Royaume-Uni            |
| 1972  | Louis Kahn                                                                  | États-Unis             |
| 1971  | Hubert de Cronin Hastings                                                   | Royaume-Uni            |
| 1970  | Robert Matthew                                                              | Royaume-Uni            |
| 1969  | Jack Coia (Gillespie, Kidd & Coia)                                          | Royaume-Uni            |
| 1968  | Buckminster Fuller                                                          | États-Unis             |
| 1967  | Sir Nikolaus Pevsner                                                        | Royaume-Uni            |
| 1966  | Ove Arup                                                                    | Royaume-Uni            |
| 1965  | Kenzo Tange                                                                 | Japon                  |
| 1964  | Edwin Maxwell Fry                                                           | Royaume-Uni            |
| 1963  | William Holford, Baron Holford                                              | Royaume-Uni            |
| 1962  | Sven Markelius                                                              | Suède                  |
| 1961  | Lewis Mumford                                                               | États-Unis             |
| 1960  | Pier Luigi Nervi                                                            | Italie                 |
| 1959  | Ludwig Mies van der Rohe                                                    | Allemagne/États-Unis   |
| 1958  | Robert Schofield Morris                                                     | Canada                 |
| 1957  | Alvar Aalto                                                                 | Finlande               |
| 1956  | Walter Gropius                                                              | Allemagne/États-Unis   |
| 1955  | John Murray Easton                                                          | Royaume-Uni            |
| 1954  | Sir Arthur George Stephenson                                                | Royaume-Uni            |
| 1953  | Le Corbusier                                                                | France                 |
| 1952  | George Grey Wornum                                                          | Royaume-Uni            |
| 1951  | Emanuel Vincent Harris                                                      | Royaume-Uni            |
| 1950  | Eliel Saarinen                                                              | Finlande               |
| 1949  | Sir Howard Robertson                                                        | Royaume-Uni            |
| 1948  | Auguste Perret                                                              | France                 |
| 1947  | Sir Albert Edward Richardson                                                | Royaume-Uni            |
| 1946  | Sir Patrick Abercrombie                                                     | Royaume-Uni            |
| 1945  | Viktor Vesnine                                                              | URSS                   |
| 1944  | Sir Edward Maufe                                                            | Royaume-Uni            |
| 1943  | Sir Charles Herbert Reilly                                                  | Royaume-Uni            |
| 1942  | William Curtis Green                                                        | Royaume-Uni            |
| 1941  | Frank Lloyd Wright                                                          | États-Unis             |
| 1940  | Charles Voysey                                                              | Royaume-Uni            |
| 1939  | Sir Percy Thomas                                                            | Royaume-Uni            |
| 1938  | Ivar Tengbom                                                                | Suède                  |
| 1937  | Sir Raymond Unwin                                                           | Royaume-Uni            |
| 1936  | Charles Holden                                                              | Royaume-Uni            |
| 1935  | Willem Marinus Dudok                                                        | Pays-Bas               |
| 1934  | Henry Vaughan Lanchester                                                    | Royaume-Uni            |
| 1933  | Sir Charles Reed Peers                                                      | Royaume-Uni            |
| 1932  | Hendrik Petrus Berlage                                                      | Pays-Bas               |
| 1931  | Sir Edwin Cooper                                                            | Royaume-Uni            |
| 1930  | Percy Worthington                                                           | Royaume-Uni            |
| 1929  | Victor Laloux                                                               | France                 |
| 1928  | Sir Guy Dawber                                                              | Royaume-Uni            |
| 1927  | Sir Herbert Baker                                                           | Royaume-Uni            |
| 1926  | Ragnar Östberg                                                              | Suède                  |
| 1925  | Sir Giles Gilbert Scott                                                     | Royaume-Uni            |
| 1924  | Aucun prix décerné                                                          |                        |
| 1923  | Sir John James Burnet                                                       | Royaume-Uni            |
| 1922  | Thomas Hastings                                                             | États-Unis             |
| 1921  | Sir Edwin Lutyens                                                           | Royaume-Uni            |
| 1920  | Charles Girault                                                             | France                 |
| 1919  | Leonard Stokes                                                              | Royaume-Uni            |
| 1918  | Ernest Newton                                                               | Royaume-Uni            |
| 1917  | Henri-Paul Nénot                                                            | France                 |
| 1916  | Sir Robert Rowand Anderson                                                  | Royaume-Uni            |
| 1915  | Frank Darling                                                               | Canada                 |
| 1914  | Jean-Louis Pascal                                                           | France                 |
| 1913  | Sir Reginald Blomfield                                                      | Royaume-Uni            |
| 1912  | Basil Champneys                                                             | Royaume-Uni            |
| 1911  | Wilhelm Dörpfeld                                                            | Allemagne              |
| 1910  | Sir Thomas Graham Jackson                                                   | Royaume-Uni            |
| 1909  | Sir Arthur Evans                                                            | Royaume-Uni            |
| 1908  | Honoré Daumet                                                               | France                 |
| 1907  | John Belcher                                                                | Royaume-Uni            |
| 1906  | Sir Lawrence Alma-Tadema                                                    | Pays-Bas               |
| 1905  | Sir Aston Webb                                                              | Royaume-Uni            |
| 1904  | Auguste Choisy                                                              | France                 |
| 1903  | Charles Follen McKim                                                        | États-Unis             |
| 1902  | Thomas Edward Collcutt                                                      | Royaume-Uni            |
| 1901  | Aucun prix décerné                                                          |                        |
| 1900  | Rodolfo Lanciani                                                            | Italie                 |
| 1899  | George Frederick Bodley                                                     | Royaume-Uni            |
| 1898  | George Aitchison                                                            | Royaume-Uni            |
| 1897  | Pierre Cuypers                                                              | Pays-Bas               |
| 1896  | Sir Ernest George                                                           | Royaume-Uni            |
| 1895  | James Brooks                                                                | Royaume-Uni            |
| 1894  | Lord Leighton                                                               | Royaume-Uni            |
| 1893  | Richard Morris Hunt                                                         | États-Unis             |
| 1892  | César Daly                                                                  | France                 |
| 1891  | Sir Arthur Blomfield                                                        | Royaume-Uni            |
| 1890  | John Gibson                                                                 | Royaume-Uni            |
| 1889  | Sir Charles Thomas Newton                                                   | Royaume-Uni            |
| 1888  | Theophil von Hansen                                                         | Autriche               |
| 1887  | Ewan Christian                                                              | Royaume-Uni            |
| 1886  | Charles Garnier                                                             | France                 |
| 1885  | Heinrich Schliemann                                                         | Allemagne              |
| 1884  | William Butterfield                                                         | Royaume-Uni            |
| 1883  | Francis Penrose                                                             | Royaume-Uni            |
| 1882  | Heinrich von Ferstel                                                        | Autriche               |
| 1881  | George Godwin                                                               | Royaume-Uni            |
| 1880  | John Loughborough Pearson                                                   | Royaume-Uni            |
| 1879  | Marquis Charles-Jean-Melchior de Vogüé                                      | France                 |
| 1878  | Alfred Waterhouse                                                           | Royaume-Uni            |
| 1877  | Charles Barry                                                               | Royaume-Uni            |
| 1876  | Joseph-Louis Duc                                                            | France                 |
| 1875  | Edmund Sharpe                                                               | Royaume-Uni            |
| 1874  | George Edmund Street                                                        | Royaume-Uni            |
| 1873  | Thomas Henry Wyatt                                                          | Royaume-Uni            |
| 1872  | Friedrich von Schmidt                                                       | Autriche               |
| 1871  | James Fergusson                                                             | Royaume-Uni            |
| 1870  | Benjamin Ferrey                                                             | Royaume-Uni            |
| 1869  | Karl Richard Lepsius                                                        | Allemagne              |
| 1868  | Sir Austen Henry Layard                                                     | Royaume-Uni            |
| 1867  | Charles Texier                                                              | France                 |
| 1866  | Sir Matthew Digby Wyatt                                                     | Royaume-Uni            |
| 1865  | Sir James Pennethorne                                                       | Royaume-Uni            |
| 1864  | Eugène Viollet-le-Duc                                                       | France                 |
| 1863  | Anthony Salvin                                                              | Royaume-Uni            |
| 1862  | Rév. Robert Willis                                                          | Royaume-Uni            |
| 1861  | Jean-Baptiste Lesueur                                                       | France                 |
| 1860  | Sydney Smirke                                                               | Royaume-Uni            |
| 1859  | Sir George Gilbert Scott                                                    | Royaume-Uni            |
| 1858  | Friedrich August Stüler                                                     | Allemagne              |
| 1857  | Owen Jones                                                                  | Royaume-Uni            |
| 1856  | Sir William Tite                                                            | Royaume-Uni            |
| 1855  | Jacques Ignace Hittorff                                                     | France                 |
| 1854  | Philip Hardwick                                                             | Royaume-Uni            |
| 1853  | Sir Robert Smirke                                                           | Royaume-Uni            |
| 1852  | Leo von Klenze                                                              | Allemagne              |
| 1851  | Thomas Leverton Donaldson                                                   | Royaume-Uni            |
| 1850  | Sir Charles Barry                                                           | Royaume-Uni            |
| 1849  | Luigi Canina                                                                | Italie                 |
| 1848  | Charles Robert Cockerell                                                    | Royaume-Uni            |